# Decisión por consenso
La decisión por consenso es un proceso de decisión que busca no solamente el acuerdo de la mayoría de los participantes, sino también persigue el objetivo de resolver o atenuar las objeciones de la minoría para alcanzar la decisión más satisfactoria. A la vez consenso significa: a) un acuerdo general, b) un proceso para alcanzar dicho acuerdo. La toma de decisión por consenso trata fundamentalmente del proceso.

## Propósito
Se ha dicho que el verdadero consenso implica «satisfacer las necesidades de todos». La toma de decisión por consenso intenta denigrar el papel de facciones o partidos y promover la expresión de voces individuales. El método también aumenta la probabilidad de soluciones imprevistas o creativas al yuxtaponer ideas disímiles, pues busca minimizar la objeción; es muy popular en organizaciones voluntarias, donde las decisiones se llevan a cabo cuando generalmente existe una aprobación amplia. El método de consenso es deseable cuando es improbable forzar el cumplimiento de la decisión, igual como si cada participante adoptara independientemente una misma decisión unánime. 
También encontramos toma de decisión por consenso en grupos donde los participantes tienen diferentes áreas de conocimiento pero trabajan para una meta común. Ejemplo de ello incluye equipos de diseño de proyectos de alta tecnología los cuales deben integrar opiniones de diferentes personas con diferentes áreas de conocimiento.
Las opiniones minoritarias deben tomarse en consideración a diferencia de circunstancia donde la mayoría puede tomar la acción y obligar la decisión sin ninguna consulta adicional con los votantes minoritarios. A menudo se piensa que para alcanzar el consenso requiere más tiempo y esfuerzo. Por ello algunos grupos reservan el método de decisión por consenso para decisiones particularmente complejas, arriesgadas o importantes. Sin embargo, existen muchos ejemplos de grupos que emplean la toma de decisión por consenso de forma que les permite considerar tanto las opiniones minoritarias como tomar decisiones de una manera eficiente y a tiempo.

## Principios clave

Cuadro de flujo de una decisión por consenso.

Más que una lista de alternativas conocidas, debate en corto tiempo, voto, y aceptación o rechazo por algún porcentaje de mayoría (por ejemplo, más del 50% o 2/3 partes), un proceso de decisión por consenso implica, identificar y discutir las inquietudes, generar nuevas alternativas, combinar elementos de múltiples alternativas y confirmar que las personas entienden una propuesta o un argumento.
Esta forma otorga poder a las minorías, a aquellos con objeciones difíciles de plantear, y a aquellos que son menos diestros en el debate. Así pues, la toma de decisión por consenso puede verse como una cierta raíz de la democracia.
Los grupos igualitaristas que buscan reducir la cantidad de poder delegado a los líderes, representantes o encargados de la agenda, a menudo usan los métodos de consenso. Tales métodos pueden reducir el monto del daño o pérdida impuesta sobre las minorías (o individuos). Los métodos de consenso pueden ser apropiados cuando el riesgo personal (o emocional) de los miembros es alto, cuando la confianza es baja, y cuando se dispone tiempo para una discusión prolongada. El consenso puede usarse para remediar patrones de toma de decisión basados en costumbres, subordinación o descuido.
Al igual que cualquier toma de decisión grupal, la toma de decisión por consenso puede quitar poder a aquellos que no están presentes en el foro de debate, pues no se puede esperar que aporten algo a las nuevas medidas que se proponen (aun cuando pudieran haber tenido la oportunidad de aportar algo a las alternativas previas al debate). Por lo tanto, la mayoría de los sistemas de toma de decisión por consenso ponen énfasis especial en la participación.
Hay tres aspectos clave que tienden a definir un tipo particular de toma de decisión por consenso:
1. el grado de acuerdo o unanimidad requerido;
2. el tiempo de presentación incluyendo la división del tiempo entre asuntos urgentes versus importantes.
3. la inmediatez de la acción incluyendo el seguimiento que surge de disidentes, y el reclamo a las propuestas de la mayoría que toma acción preferente sobre las objeciones minoritarias.

También existe el asunto de la facilitación o proceso de conducción, el cual se trata por separado al final del artículo.

### Si el consenso no es unánime, ¿quién debe acordar?
Un sano proceso de toma de decisión por consenso usualmente alienta y expone las discrepancias con rapidez, maximizando la oportunidad de acomodar las opiniones de las minorías. A menudo se le asigna un papel al disidente, por ejemplo el Vaticano acostumbraba asignar el papel de promotor fidei a un sacerdote específico que argumenta contra la beatificación de un santo, para asegurar que el caso «en contra» esté bien representado. Después de la decisión, la minoría disidente puede tener un papel en el seguimiento de la decisión.
Muchos grupos consideran la decisión unánime como una señal de acuerdo, solidaridad y unión. Sin embargo, existe evidencia que las decisiones unánimes pueden ser una señal de coerción, temor, poder persuasivo o elocuencia, inhabilidad para comprender las alternativas, o simple impaciencia con el proceso de debate. Cuando existe preocupación sobre estos aspectos de unanimidad, se pueden tomar algunas alternativas. Estas incluyen las siguientes:
- Unanimidad menos uno (o U-1), requiere que todos los delegados menos uno para apoyar la decisión. El individuo disidente no puede bloquear la decisión aunque pueda prolongar el debate (por ejemplo, por un obstruccionista). El disidente puede ser el continuo monitor de las implicaciones de la decisión, y su opinión de los resultados de la decisión pueden ser solicitada en un tiempo futuro. Los apostadores de mercado en particular se apoyan en el aporte de estos disidentes solitarios. La predicción de ganancias de un disidente solitario puede probar ser mejor que la predicción de la mayoría. Esto disciplina la singularidad del mercado.

- Unanimidad menos dos (o U-2), no permite que dos delegados individuales puedan bloquear la decisión, pero tiende a encubrir más fácilmente el debate de un solo disidente. El par de disidentes puede presentar opiniones alternativas de lo que está mal en la decisión en consideración. Al enfocarse en un par disidente y ubicar menos tiempo a lobos solitarios o «sectarios de consenso», un sistema U-2 tiende a formar relaciones más fuertes entre aquellos que se encuentran a sí mismo «solos o en una isla». El par de delegados se le puede encargar que encuentre una base común para convencer a un tercero que se les una en un «bloque disidente». Si el par es incapaz, en un lapso de tiempo, de convencer a un tercero para que se les una, se considera que sus argumentos no son convincentes, inmaduros o de interés personal. Si dos personas disienten contra alguna medida común, es más común que la discusión entre ellos pueda extenderse a terceras partes fácilmente, ya que la medida está hablada e ilustrada. Los sistemas de cortes de Europa occidental reconocen esto al alentar defensores fuertes o a demandantes civiles a contar con la ayuda de abogados, para que el caso pueda ser claramente oído antes de la decisión.

- Unanimidad menos tres (o U-3), el sistema reconoce la habilidad de tres o más delegados para activamente bloquear una decisión. Sin embargo, hay controversia de que un grupo de disidentes (por ejemplo, militantes o terroristas), sea moralmente diferente de una larga minoría, (por ejemplo, un partido de oposición con un porcentaje de población mayor a dos dígitos) Por eso, U-3, y un menor grado de unanimidad, son usualmente opacados con medidas estadísticas de acuerdo, como: 80%, media más una sigma, dos tercios, más de la mitad (mayoría). Tales medidas no encajan con la definición de consenso dada al principio de este artículo.

Véase también búsqueda de toma de decisión por consenso.

### Tiempo
La calidad de las alternativas considera que sean, todo excepto la misma cosa; proporcionales al tiempo empleado en juntar, comparar y combinarlas. El término democracia deliberativa refleja la deliberación que subyace a toda buena toma de decisión por consenso. Ralph Nader y otros han abogado por medidas de deliberación para extender el tiempo y “dar una segunda pasada”.
Un ejemplo ficticio de democracia deliberativa puede encontrarse en la novela El Señor de los Anillos de J. R. R. Tolkien: los ents, que son unos ancianos y sabios árboles vivientes, emplean días discutiendo en su elocuente lengua multisilábica, el asunto de si deben ir a la guerra. Esto es un ejemplo de una decisión para la cual los peligros son altos, los riesgos individuales también altos, y donde la fuerza coercitiva es difícil o ausente; por lo tanto para la decisión es propicio el método de consenso.
Las decisiones a tiempo son importantes. En algunos casos, una decisión equivocada tomada a tiempo puede ser mejor que una buena decisión tomada a la larga. Las responsabilidades clave del facilitador de cualquier proceso de toma de decisión, pero particularmente en la toma de decisión por consenso, incluyen:
- Establecer medidas para poner los asuntos en la agenda, o de negar tiempo en la agenda.
- Establecer los tiempos límite para hacer cambios a la Agenda (de reunión) (i.e. ¿puede la agenda cambiarse durante la junta?).
- Cuando hay suficiente tiempo para su debate, establecer la agenda y la presentación de los asuntos en tiempo apropiado.
- Asegurarse de excluir del debate los asuntos menos urgentes, pero buscando tratarse en otro tiempo.

Para alcanzar un equilibrio entre urgencia e importancia, es común reservar suficiente tiempo para asuntos que no sean urgentes, pero no obstante importantes, (i.e. el proceso de decisión en sí mismo, el cual debe cuidarse). El proceso de decisión por consenso tiende a acelerarse al aumentar la confianza sobre el curso de la junta, combinado con fatiga, aumento de tolerancia individual y costo de la disidencia. El poner en la agenda los asuntos difíciles primero tiende a alargar y a acelerar la junta, con el riesgo de que decisiones importantes pero menos complejas, no sean atendidas convenientemente al final.
La decisión de cuándo dividir el grupo en grupos de trabajo, de cómo manejar las agendas, de cómo lidiar con cambios en las agendas, o cómo crear grupos de trabajo desde la nada, etc., son todos asuntos que requieren ubicar tiempo del grupo en equilibrio entre asuntos urgentes versus importantes. Ningún proceso de toma de decisiones puede sobrevivir sin la atención cuidadosa de estos asuntos de procedimiento. te debe prestar atención a lidiar con el asunto de la seguridad, equidad y proximidad que resulta de su puesta en práctica.

### Acción, monitoreo y seguimiento
La acción es el punto de la decisión; sin acción, la decisión es sólo una plática. Los líderes militares desde Alejandro Magno hasta nuestros días han enfatizado que las órdenes no simplemente se llevan a cabo a menos que sean personalmente monitoreadas por el comandante. Lo mismo aplica a las decisiones grupales, y posiblemente aún más.
Obviamente, la minoría opositora no va a hacer un buen trabajo si tuviera que asegurarse que el trabajo se lleve a cabo, aunque ellos puedan asegurase que los problemas que surjan queden bien documentados, y que las inconveniencias de su implementación sean expuestas. Sin embargo, pueden dar pasos para asegurarse que las inconveniencias de la implementación sean maximizadas, para enfatizar que la medida fue impráctica, como preveían desde el principio. Un asunto fundamental en la toma de decisión por consenso es en qué punto de vista confiar y a quién dar tiempo para presentar su punto de vista.
La toma de decisión por consenso es especialmente vulnerable a sabotajes de todo tipo, así la asignación de los papeles de acción, el monitoreo (de la opinión original mayoritaria y minoritaria hasta algún tiempo futuro cuando sean debatidos los resultados de ambos grupos de predicciones) y otro seguimiento (es decir, asegurando soporte del público después que se ha publicado una decisión tomada) son responsabilidades clave de los líderes de toma de decisión por consenso.

### Liderazgo
Al lado de estos factores abstractos, se debe considerar el asunto práctico del proceso de facilitación. Un punto de vista jerárquico donde se requiere de un líder o director del proceso.
El papel del facilitador en el proceso de toma de decisión por consenso puede ser mucho más difícil que aquel del líder de un proceso de mayoría simple, sobre todo cuando los miembros del grupo tienen desconfianza unos de los otros o inconscientemente usan técnicas de manipulación. Para el proponente de una cierta alternativa resulta difícil reducir objeciones a su plan al discriminar información o preferencias cuando hay desconfianza; los oponentes manipuladores encontraran ventajoso el exagerar sus preocupaciones o rehusarse a negociar. Por esas razones, el proceso de consenso usualmente requiere confianza entre los participantes y un diestro y paciente facilitador capaz de sintetizar el estado de una propuesta.
Un argumento contra la toma de decisión por consenso es que pocos facilitadores motivados están dispuestos a asignarse a sí mismos el papel de dirigir el proceso en vez de perseguir o promover medidas específicas que les otorguen poder. Como lo describe Dee Hook en su papel en Visa International, una organización enfocada a obtener utilidades, era algo que nadie podía hacer, y que casi nadie aprendió a hacer bien, y que muchas veces era ingrato. 
Sin embargo, las organizaciones no lideradas, comprometidas con la paz, ecología y justicia social, donde la confianza se construye y donde diferentes participantes son alentados a aprender habilidades de facilitación, encuentran que la toma de decisión por consenso es una herramienta práctica y poderosa. Un ejemplo de una prominente organización que utiliza la búsqueda de consenso en su toma de decisión es el Partido Alianza Verde.
Algunas organizaciones han abandonado la toma de decisión por consenso por mayoría simple, juzgando que no vale la pena la dificultad de construir el proceso para formalmente sopesar todos estos factores, y que estos factores pueden manejarse mejor informalmente (por ejemplo, discusión fuera de línea antes y después del debate) que pensar en un proceso de consenso en sí mismo, con el riesgo de crear un cliché que realmente haga la decisión.
Antes de considerar cualquier proceso de toma de decisión por consenso, un grupo debe considerar sabiamente las posibilidades para construir suficiente confianza entre los participantes y la voluntad de los participantes para aprender habilidades de facilitación, y si ésta es, o no, compatible con la estructura operativa de la organización. Por ejemplo, una organización basada en un Presidente que jerárquicamente controla operaciones no puede ser compatible con la toma de decisión por consenso cuando dicho Presidente sinceramente respete el proceso de toma de decisión por consenso.
También puede ser intrínsecamente difícil para una organización competitiva usar la decisión por consenso, ya que el consenso es un proceso cooperativo, no un proceso competitivo.

## Crítica
Existe un número de críticas sobre la toma de decisión por consenso. Una es que puede llevar a una situación donde un relativo número pequeño de personas, (una facción), pueda bloquear la acción que es deseable por la mayoría (ver Minoritarismo). Otra es que puede haber decisiones donde la polarización ocurre y no se puede alcanzar consenso. En tales casos un grupo u organización puede llegar a un atoramiento. Los líderes carismáticos pueden persuadir a un grupo de miembros de adherirse a él, y si se permite continuar, puede entonces, con el tiempo quitar el estatuto de miembro de grupo individual. La toma de decisión por consenso ha sido también criticada porque no hay ninguna persona responsable específicamente de las consecuencias de una decisión al distribuir entre todos los miembros del grupo la responsabilidad. La toma de decisión por consenso puede también ser lenta.
La toma de decisión por consenso puede llevar a cierta dinámica patológica de grupo. Por ejemplo, se puede desalentar a las personas de expresar opiniones contrarias por la preocupación que pueda romper con el consenso. Esto puede llevar a una situación conocida como «conformismo grupal» en la cual cada persona de un grupo cree que cierta estrategia es mala, pero nadie está dispuesto a expresar esa opinión porque tiene la impresión errónea que los demás miembros del grupo apoyan la estrategia.
Finalmente, la toma de decisión por consenso puede fallar en situaciones donde un asunto es suficientemente divisible y en donde el consenso simplemente es inalcanzable.

## La promesa de la toma de decisión por consenso
Más que por voto, la toma de decisión llega por el encuentro de un «consenso espiritual». Fue desarrollada por una sociedad religiosa amistosa (Cuáqueros) en los inicios del siglo XVII y está en uso hasta hoy en día.
Los grupos anarquistas en la guerra y revolución civil española (incluyendo las milicias anarquistas) usaron la decisión por consenso. Los grupos anarquistas modernos usan principalmente el consenso como herramienta para más que tomar decisiones, construirlas colaborativamente.
Recientemente, ha existido un desarrollo considerable en la toma de decisión por consenso. Por ejemplo, el consenso cuáquero ha sido adaptado a una variedad de escenarios hoy en día. También, varias comunidades intencionales han desarrollado procesos que son incluyentes y efectivos. Dos de esas modalidades de consenso en la toma de decisión se detallan abajo:

## Decisión cuáquera basada en consenso
El modelo usado por los cuáqueros es efectivo porque pone en pie una estructura simple que lleva al grupo hacia el consenso. El modelo cuáquero funciona bien cuando se emplea en ambientes seculares porque da a todos la oportunidad de hablar y al mismo tiempo limita las discrepancias potenciales (por ejemplo, las personas que buscan tiempo al aire ilimitado, o que tienen un particular eje de seguimiento).
Los siguientes aspectos del modelo cuáquero pueden ser efectivamente aplicables en cualquier proceso de toma de decisión por consenso:
- Se comparten múltiples puntos de vista e informaciones hasta que el sentido del grupo se clarifique.
- La discusión implica el escuchar activamente y el compartir información.
- Las normas limitan el número de veces que se puede pedir la palabra para asegurar que cada quién sea ampliamente escuchado.
- Las ideas y soluciones pertenecen al grupo; no se guarda ningún nombre o autor.
- Las diferencias se resuelven por discusión. El facilitador identifica las áreas de acuerdo y señala los desacuerdos para empujar la discusión más afondo.
- El facilitador articula el sentido de la discusión, pregunta si existen preocupaciones, y propone una minuta para la decisión.
- El grupo como un todo es responsable de la decisión, y la decisión pertenece al grupo.
- El facilitador puede discernir si aquel que se opone a la decisión está actuando sin importar el grupo o de una manera egoísta.
- Son acogidas las perspectivas de los opositores.

La creencia en una humanidad común y la habilidad de decidir juntos son componentes claves de las decisiones cuáqueras por consenso. La meta es la unidad, no la unanimidad. Asegurar que los miembros del grupo hablen una vez hasta que los otros sean escuchados alienta una diversidad de pensamiento. El facilitador sirve al grupo más que actuar como persona a cargo. Al articular el consenso emergente, los miembros pueden ser claros en su decisión, y, como sus puntos de vista han sido tomados en cuenta, es posible que muy probablemente den su apoyo (ver ligas externas abajo para más información y material relacionado con el consenso basado en el modelo cuáquero).

## Uso de tarjetas de color
Algunas comunidades intencionales han usado la toma de decisión por consenso con buenos resultados. En muchos casos, con grupos de covivienda, donde las decisiones deben tomarse dentro de límites de tiempo. Así pues la eficiencia es importante. Si el grupo genuinamente quiere tomar decisiones por consenso, se requiere un método efectivo. Una discusión abierta necesita ser animada por un proceso que lleve a una buena decisión en un tiempo razonable y que tenga el apoyo de todos. Varias técnicas han sido aplicadas donde se ha logrado esto. Uno de estos métodos consiste en el uso de tarjetas de color (verde, amarilla, roja)
En algunos grupos, las tarjetas son usadas de dos maneras; una para la discusión y otra para la decisión.

### Para la discusión
El miembro del grupo que desean hablar, levanta una tarjeta.
- Una tarjeta verde significa «tengo algo que decir» o «tengo una pregunta». Cuando varios miembros del grupo sostienen una tarjeta verde, los que quieren hablar, son apuntados en el orden en que surgen. Cada persona habla en su turno, de forma similar a la toma de decisión cuáquera de consenso.
- Una tarjeta amarilla significa «puedo aclarar» o «necesito que me aclaren» (de lo que se ha dicho).
- La tarjeta roja es una tarjeta de proceso. Cuando se levanta la tarjeta roja pide a los miembros que observen o presten atención al proceso. Por ejemplo un individuo que levanta una tarjeta roja podría decir: «aquí nos estamos saliendo del tema», «¿cuál es nuestro objetivo al hacer esto?» o «¿qué les parece si tomamos un receso?». Les da a todos los miembros oportunidad por igual de ser facilitadores.

### Para la decisión
Después de la discusión, el facilitador articula una propuesta y hace un llamado para que muestren sus tarjetas. 
-- La tarjeta verde significa: «estoy de acuerdo».
-- La tarjeta amarilla significa: «me abstengo» (no me opongo pero no lo apoyo).
-- La tarjeta roja significa: «no estoy de acuerdo, pero estoy dispuesto a trabajar para encontrar una forma mejor, tomando en consideración lo que se ha dicho por otros miembros del grupo». De esta manera el sostener una tarjeta roja no detiene el proceso, significa que la persona que la sostiene va a trabajar con los demás en el asunto en cuestión para traerlo a una junta posterior. Esto asegura que las tarjetas rojas no sean usadas a la ligera.
Si el grupo accede a aplicar métodos como estos, y si todos los miembros del grupo están dispuestos a trabajar en ello, la toma de decisión por consenso puede ser a la vez, efectiva para alcanzar las metas del grupo y eficiente en tiempo.